# Fourierismo

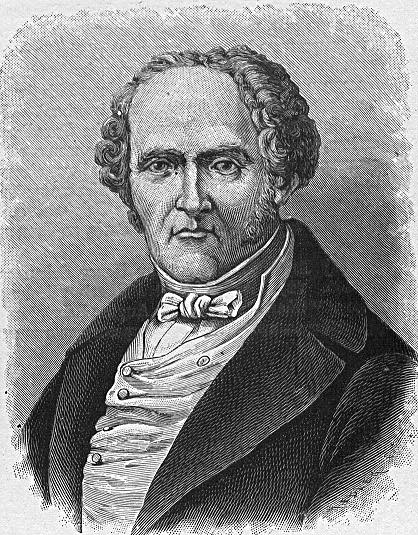
El fourierismo es el conjunto de ideas propuestas por primera vez por el socialista utópico francés François Marie Charles Fourier (1772-1837).

El fourierismo es el conjunto sistemático de creencias económicas, políticas y sociales adoptadas por primera vez por el intelectual francés Charles Fourier (1772-1837). Basados en la creencia en la inevitabilidad de las asociaciones comunales de personas que trabajaban y vivían juntas como parte del futuro humano, los partidarios comprometidos de Fourier se referían a sus doctrinas como asociacionismo. Los contemporáneos políticos y los estudios posteriores han identificado el conjunto de ideas de Fourier como una forma de socialismo utópico, frase que conserva leves connotaciones peyorativas.
El fourierismo, que nunca se puso a prueba en la práctica a ninguna escala durante la vida de Fourier, disfrutó de un breve auge en los Estados Unidos de América a mediados de la década de 1840, debido en gran parte a los esfuerzos de su divulgador estadounidense, Albert Brisbane (1809-1890), y la Unión Americana de Asociacionistas, pero finalmente fracasaron como modelo social y económico. El sistema fue revivido brevemente a mediados de la década de 1850 por Victor Considerant (1808-1893), un discípulo francés de Fourier que intentó sin éxito relanzar el modelo en Texas en la década de 1850.

## Doctrina

### Atracción pasional
En contraste con el comunitarismo completamente secular de su contemporáneo Robert Owen (1771-1858), el pensamiento de Charles Fourier parte de una presunción de la existencia de Dios y de un orden social divino en la Tierra de acuerdo con la voluntad de Dios. Fourier se veía a sí mismo como una figura de importancia histórica mundial similar a Isaac Newton por haber identificado la fuerza fundamental que impulsa el desarrollo social, a la que llamó "atracción pasional" (attraction passionelle).
Fourier creía que la estructura del mundo (su sistema económico, político y social) inhibía a la humanidad en la búsqueda de las pasiones individuales que Dios le había dado, impidiéndole así alcanzar la armonía universal. En lugar de tratar de moldear a los individuos para que se ajusten a la forma existente de vida económica, política y social, como había sido el objetivo tradicional del proceso educativo y de lo que hoy llamamos proceso de socialización, Fourier creía que, en cambio, la forma de vida económica, política y social La propia vida social debería modificarse para adaptarse a las pasiones inherentes del individuo, ya que estas estructuras económicas y sociales fueron creadas por el hombre y no dadas por Dios.
A través de la comprensión consciente de este proceso, que Fourier llamó "ciencia social", se podrían crear nuevas formaciones económicas y sociales llamadas "Asociaciones", estructuradas de manera que permitieran a los individuos seguir sus pasiones y de esta manera avanzar hacia la armonía universal.
Siempre dispuesto a enumerar y sistematizar, Fourier declaró que había 12 pasiones básicas de la humanidad agrupadas en torno a tres ramas de un "árbol de las pasiones": las "pasiones lujosas" de los cinco sentidos; "pasiones afectivas" de amor, amistad y paternidad; y las "pasiones distributivas", a menudo ignoradas, como la necesidad de intriga política, la necesidad de variedad y el entusiasmo puro de las actividades espirituales. A la suma de todas estas pasiones Fourier la llamó "unityismo", caracterizada como un sentimiento universal de benevolencia y fraternidad. Aunque encadenadas y mutadas por la civilización, el libre desarrollo de estas pasiones se permitiría en el brillante mundo futuro, creía Fourier.

### Etapas de la sociedad
Fourier se creía el descubridor de las leyes universales de la evolución social, teorizando la existencia de 32 períodos distintos que comenzaron con el edenismo y continuaron hasta el salvajismo, el patriarcado y la barbarie. Se consideraba que cada una de estas etapas tenía características materiales e ideológicas distintivas, siendo el tratamiento brindado a las mujeres un marcador particular de una etapa a otra. De mucha mayor preocupación para Fourier y sus discípulos era la actual quinta forma de sociedad, la sociedad moderna, así como tres formas emergentes que se creía que estaban a la vuelta de la esquina: 6 (garantismo), 7 (asociación simple) y 8 (asociación compuesta).
La "sociedad moderna", desde la perspectiva fourierista, se basaba en el capital y el trabajo y en la compra y venta de bienes a través de una red de intermediarios inútiles. Con una mueca de desprecio, Fourier llamó a la sociedad contemporánea "civilización", considerándola la causa del fraude, el despilfarro y la infelicidad humana. La "familia aislada" la consideraba ineficiente, el sistema salarial desmoralizador y explotador y la religión organizada corrupta. Se escribió un libro entero detallando 36 tipos de quiebras y 76 tipos de "cornudos" a los que estaba sometida la humanidad por su sistema de la llamada Civilización, que Fourier consideraba totalmente inaceptable.
Fourier creía que, afortunadamente para la humanidad, la civilización era una formación económica fugaz que pronto desaparecería. La estructura socioeconómica emergente del "garantismo" se basaría en el principio fundamental del seguro universal, creía Fourier, que debía garantizar la seguridad del capital y el derecho de los trabajadores a un empleo remunerado. Los pequeños comerciantes y los especuladores quedarían eliminados de la economía en este nuevo sistema de producción y distribución organizada.
La siguiente etapa en el esquema fourierista, la "asociación simple", se basaría en la empresa cooperativa de grupos similares de agricultores, artesanos o trabajadores industriales como grupos distintos. Los agricultores se asociarían con otros agricultores, los artesanos con otros artesanos, los productores industriales con otros productores industriales, produciendo y vendiendo sus productos colectivamente. Simultáneamente, estas organizaciones económicas incluirían por primera vez la asociación de la vida familiar y el trabajo doméstico, eliminando así el desperdicio económico y el aislamiento social de la vida individual. Se eliminaría el trabajo asalariado, ya que los miembros de estas asociaciones serían copropietarios, producirían en conjunto y compartirían por igual las ganancias de sus esfuerzos.

Posteriormente, creían los fourieristas, surgiría la "asociación compuesta" o "armonismo". Bajo la Asociación Compuesta, todas las actividades se unirían en grandes asociaciones que destruirían todas las líneas económicas. Un entusiasta fourieriano describió el sistema de asociación compuesta en los siguientes términos:
Todos los intereses están cubiertos por una organización que abarca todos los detalles de producción y distribución; y se instituye un sistema de educación natural e integral, es decir, un sistema completo de desarrollo físico, mental y emocional, íntimamente conectado con las actividades diarias, provisto; que el arte y la ciencia que subyace al arte puedan enseñarse juntos; que la teoría y la práctica puedan ir de la mano y que el individuo pueda tener el dominio de todo su poder personal y disfrutar de las condiciones para expresarlo.
Cada individuo en estas Asociaciones Compuestas sería libre de participar en el trabajo de una docena o más de grupos de trabajo diferentes, según sus intereses y placer, en el transcurso de cualquier año. De este modo se eliminaría lo que los marxistas llamaban alienación del trabajo y se impulsaría la producción, ya que "un hombre que está de su lado trabaja con más fuerza, mayor habilidad y mejores resultados que uno que trabaja en contra de sus inclinaciones", en palabras de un fourieriano..

### Ciencias económicas
Fourier creía que la producción económica era producto de tres factores: trabajo, capital y talento. Sostenía que cada uno de ellos era importante para la producción y necesitaba ser compensado como tal para la prosperidad general de la asociación organizada. Las asociaciones comunales basadas en las ideas de Fourier se formaban generalmente como sociedades anónimas, y sus miembros-inversores eran compensados por separado sobre la base tanto de la cantidad de capital invertido como de la cantidad de trabajo realizado, dándose al tiempo de trabajo una gama de valores basados tanto en la necesidad y la dificultad del trabajo y el grado de talento y habilidad con el que se realizó.

### Vida social

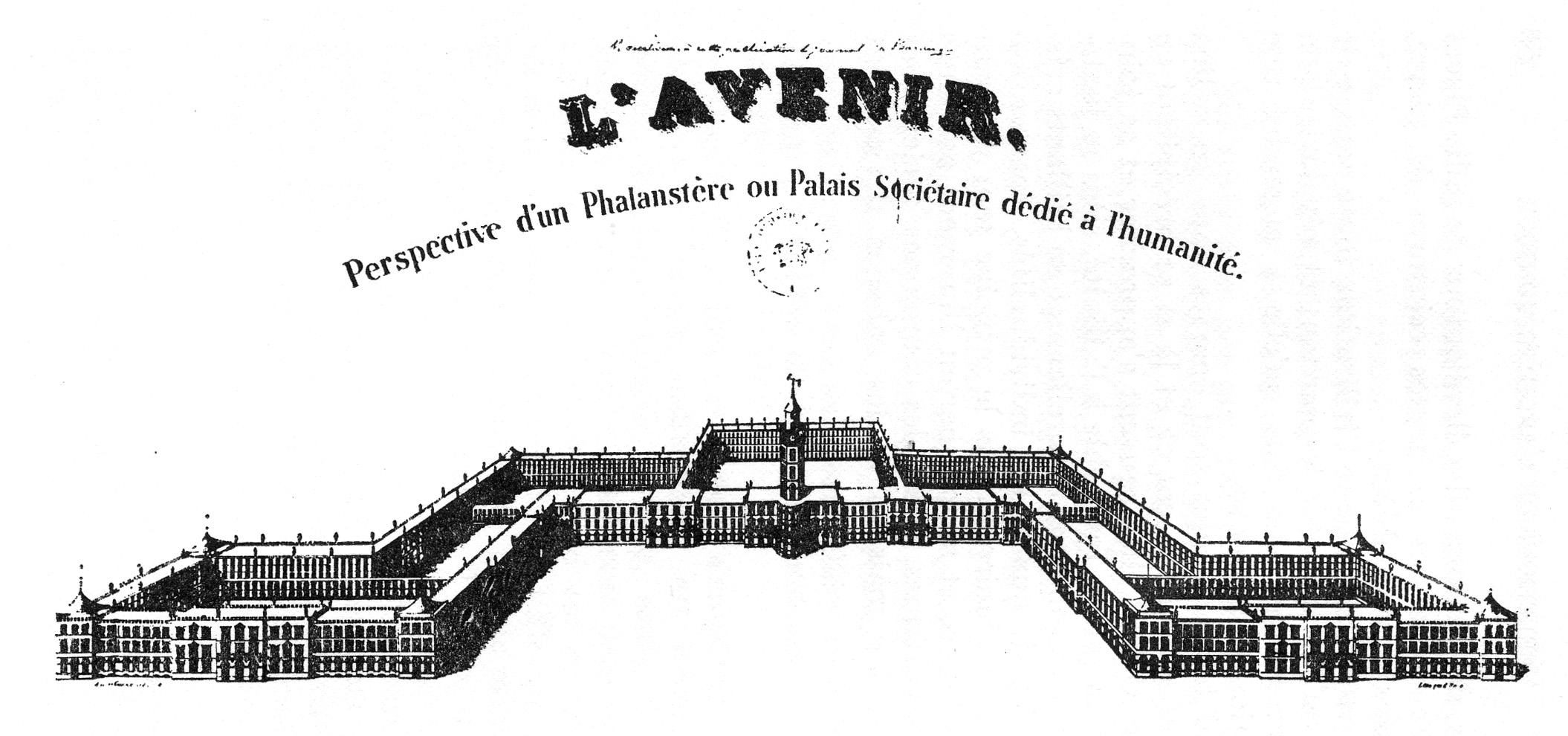
Vista elevada de un falanstère fourierista de las obras de Victor Considerant.

La receta de Fourier fue el establecimiento de comunidades llamadas Falanges o Asociaciones en el campo. Alojadas dentro de gigantescos edificios serpentinos llamados " falansterios " se alojarían 1.620 personas de diversas ocupaciones y clases sociales. Los residentes debían organizarse en "series" ocupacionales (divisiones principales, como entre agrarios y productores industriales y artesanos) que se dividirían a su vez en "grupos" más pequeños para realizar cooperativamente aspectos específicos del trabajo. Se debía permitir la movilidad del individuo entre varios grupos e incluso secciones según sus deseos personales.
Fundamental para el ideal fourieriano era la noción de vida colectiva y el desempeño racional de los deberes domésticos. Los hogares individuales fueron vistos como un desperdicio en términos de duplicación de esfuerzos realizados y aislamiento de los individuos, lo que obstaculizaba el camino de la verdadera cooperación y la armonía social.
Permanecieron en forma de manuscrito inédito hasta 1967 las imaginativas predicciones de Fourier sobre los grados de promiscuidad sexual y las instituciones y códigos morales que surgirían para gobernar el amor y las relaciones interpersonales en el mundo armonioso de la Asociación Compuesta.
El sistema fourieriano de asociaciones se basaba en la participación voluntaria y la expansión mediante la fuerza del ejemplo. Una vez fundadas, las asociaciones demostrarían sus méritos prácticos e inspirarían emulación, y las primeras comunidades modelo se replicarían y difundirían de localidades a regiones, naciones e internacionalmente. Fourier nunca apela en sus escritos a la legislación gubernamental o al poder coercitivo de ningún tipo, sino que cree que la asociación es una estructura natural y totalmente voluntaria, parte de un Código Social Divino.
Además, el logro a escala internacional eliminaría la guerra. En cambio, se formarían ejércitos industriales para participar en gigantescos proyectos de recuperación, irrigando desiertos, restaurando la vegetación, drenando pantanos y cultivando la tierra. Seguiría la eliminación de enfermedades, ya que plagas como el cólera, el tifus y la fiebre amarilla desaparecerían junto con los lugares insalubres de donde se originaron antes de los esfuerzos restauradores de la sociedad. Fourier creía que mediante la plantación de grandes extensiones de madera, se protegerían las tierras de cultivo y se transformaría lentamente el clima de la Tierra.

### Teorías fantasiosas
El sistema teórico de Fourier, descrito por un estudioso como "vasto y excéntrico", fue sólo una parte del resultado de lo que otro llamó "una imaginación desenfrenada y sin podar". Fourier creía que en el nuevo mundo la gente viviría 144 años, que surgirían nuevas especies de animales amigables y pacifistas como los "antileones" y que con el tiempo los seres humanos desarrollarían colas largas y útiles. Fourier también profesaba la creencia en la capacidad de las almas humanas para migrar entre los mundos físico y "aromático". Ese pensamiento fue dejado de lado durante los últimos 15 años de la vida de Fourier, cuando comenzó a concentrarse en poner a prueba sus ideas económicas y sociales.
Los discípulos de Fourier, incluidos Albert Brisbane y Victor Considerant, posteriormente redujeron sus escritos a un sistema comprensible de organización económica y social, y el movimiento fourierista experimentó un breve auge en los Estados Unidos a mediados de la década de 1840, cuando se establecieron unas 30 asociaciones fourieristas.

### Influencia en nuevos movimientos religiosos
La doctrina fourierista de atracciones, correspondencias y analogías fue identificada desde el principio con doctrinas esotéricas como el martinismo por fourieristas como Just Muiron. Louis Reybaud, autor del primer estudio sobre los socialistas, percibió el fourierismo y otras primeras escuelas socialistas en el contexto del misticismo, la magia, la cábala o las ciencias ocultas. El fourierismo ejerció una influencia decisiva en nuevos movimientos religiosos como espiritismo y ocultismo después de 1848. Antes de eso, el fourierismo ya había acuñado las ideas de pensadores espiritualistas estadounidenses como Andrew Jackson Davis. Eliphas Lévi, considerado el fundador del ocultismo moderno, era partidario del fourierismo en la década de 1840. Hasta principios del siglo XX, hubo una fuerte presencia fourierista en los círculos socialistas-espiritualistas franceses.